# Vincenzo Viviani

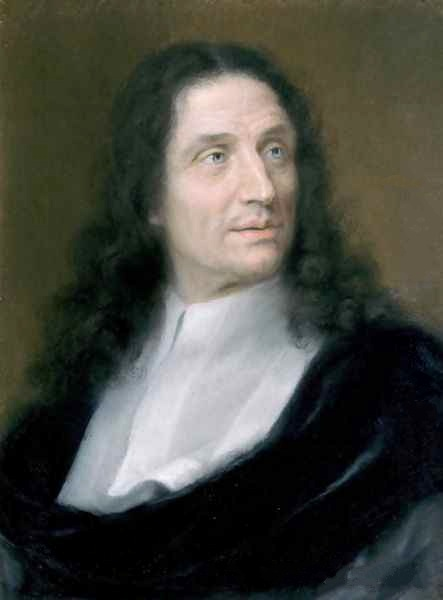
Vincenzo Viviani

Vincenzo Viviani (Florence, 5 april 1622 - 22 september 1703) was een Italiaans wis- en natuurkundige. Hij was student van Evangelista Torricelli en Galileo Galilei en een van de oprichters van de Accademia del Cimento. 

## Biografie
Tijdens zijn opleiding aan de Jezuïetenschool in Florence werd Viviani door Ferdinando II de' Medici, groothertog van Toscane, een beurs toegewezen om wiskundige boeken aan te kunnen schaffen. Hij werd leerling bij Torricelli en legde zich toe op de natuurkunde en geometrie. In 1639 (17 jaar oud) werd Viviani assistent bij Galilei in Arcetri, net iets ten zuiden van Florence, wat hij ook zou blijven tot Galileo's dood in 1642. In 1655/1656 werkte Viviani aan de eerste uitgave van de verzamelde werken van Galileo. 
Toen zijn voormalige leermeester Torricelli overleed in 1647, werd Viviani benoemd op diens positie aan de Accademia dell'Arte del Disegno in Florence. Ferdinand II benoemde hem ook tot ingenieur, wat hij voor de rest van zijn leven zou blijven. Een decennium later zou Viviani een rol spelen bij de oprichting van de Accademia del Cimento. 
In 1660 werkte Viviani samen met Borelli aan een experiment om de snelheid van het geluid te kunnen bepalen. Aan de hand van het tijdverschil tussen het beeld en het geluid van een kanon op grote afstand, bepaalden ze deze op 350 meter per seconde. Dit was een stuk dichter bij de werkelijke waarde (331 meter per seconde) dan de 478 meter per seconde die Pierre Gassendi daarvoor had bepaald. Al in 1661 experimenteerde hij met de draaiing van slingers, 190 jaar voor Léon Foucault dit met succes zou doen. 
In 1666 werd duidelijk dat de reputatie van Viviani als wetenschapper en wiskundige was gegroeid, aangezien hij diverse posities kreeg aangeboden. Binnen een jaar tijd werd hem een positie aangeboden aan het Parijse Academie Royale des Sciences door Lodewijk XIV en als astronoom door Jan II Casimir van Polen. Deze aanbiedingen sloeg Viviani echter af toen hem door de groothertog een positie als hofwiskundige werd aangeboden. 
In 1687 publiceerde publiceerde Viviani Discorso intorno al difendersi da' riempimenti e dalle corrosione de' fiumi, een boek over techniek, en bij zijn dood liet Viviani een bijna compleet werk achter over de weerstand van vaste stoffen. Dit werd afgerond en gepubliceerd door de jezuïet Luigi Guido Grandi. 
Toen de Kerk rond 1730 toestond om de stoffelijke resten van Galileo te herbegraven met een uitgebreid grafmonument, werd deze gebouwd in de kerk van Santa Croce met geld dat Viviani voor dit doel had nagelaten. Viviani's stoffelijke resten werden hier ook herbegraven. 
De maankrater Viviani is naar Vincenzo Viviani vernoemd.